# Хэмилтон, Билли (футболист)
Билли Хэмилтон (англ. Billy Hamilton; 9 мая 1957, Белфаст) — североирландский футболист и футбольный тренер. Участник чемпионатов мира 1982 и 1986 годов.

## Биография

### Клубная карьера
Профессиональную карьеру начинал в североирландском клубе «Линфилд». В 1978 году он перешёл в клуб высшей лиги Англии «Куинз Парк Рейнджерс», за который в сезоне 1978/79 сыграл 11 матчей и забил 2 гола, но его команда заняла 20 место и вылетела во второй дивизион. В начале следующего сезона сыграл за команду один матч во втором дивизионе, после чего перешёл в другой клуб лиги «Бернли», с которым по итогам сезона вылетел в третий дивизион. В 1984 году стал игроком «Оксфорд Юнайтед», вместе с которым в том же сезоне стал победителем второго дивизиона. В сезоне 1985/86 в высшей лиге Хэмилтон провёл 8 матчей и забил 3 гола. В следующем сезоне провёл за команду лишь один матч. В дальнейшем выступал за клубы из Ирландии и Северной Ирландии. В 1987-89 годах был играющим тренером клуба «Лимерик». С 1989 года тренировал «Лисберн Дистиллери».

### Карьера в сборной
Дебютировал за сборную Северной Ирландии 13 мая 1978 года в матче домашнего чемпионата Великобритании против сборной Шотландии, в котором вышел на замену на 77-й минуте вместо Тревора Андерсона. 
В составе сборной он был участником двух чемпионатов мира. В розыгрыше 1982 года он сыграл во всех пяти матчах: три из них в первом групповом раунде, на котором Северная Ирландия заняла первое место в группе, и два во втором раунде, где он отметился дублем в матче со сборной Австрии (2:2), а также сыграл против Франции (1:4). На чемпионате мира 1986 Хэмилтон сыграл в двух матчах группового этапа со сборными Алжира (1:1) и Испании (1:2), а его сборная заняла третье место в группе, набрав 1 очко. После окончания чемпионата мира за сборную не выступал.

## Достижения
«Бернли»
- Победитель третьего дивизиона Англии: 1981/82

«Оксфорд Юнайтед»
- Победитель второго дивизиона Англии: 1984/85

### Личные
- Лучший бомбардир чемпионата Ирландии: 1988/89 (21 гол)[3]